# رانگ‌زونگ (بوتان)
رانگ‌زونگ (به لاتین: Rungzyung) یک منطقهٔ مسکونی در بوتان است که در Trashigang District واقع شده‌است.